# 九江晨报
《九江晨报》是九江日报社于2010年10月11日创办的报刊，以财经新闻为主。
它也是九江日报社继创办了《九江日报》、《浔阳晚报》、《长江周刊》、九江新闻网、《九江手机报》之后的另一个新成员。2015年12月31日，《九江晨报》宣布自2016年1月1日起正式停刊。